# Gomphrena fuscipellita
Gomphrena fuscipellita là loài thực vật có hoa thuộc họ Dền. Loài này được T.Ortuño & Borsch mô tả khoa học đầu tiên năm 2005.